# Список вулиць Донецька (М)
| Назва              | тип    | Колишні назви | Район(и)                                | Місцевість                      | Джерела |
| ------------------ | ------ | ------------- | --------------------------------------- | ------------------------------- | ------- |
| Магдебурзька       | вул.   |               | Петровський                             | Шахта №3-18                     |         |
| Маршала Жукова     | просп. |               | Куйбишевський                           | Залізничний вокзал, Октябрський |         |
| Маяковського       | просп. |               | Ворошиловський                          | Центр                           |         |
| Миру               | просп. |               | Київський, Ворошиловський, Калінінський | Центр, Донбас Арена             |         |
| Містобудівельників | вул.   |               | Куйбишевський                           |                                 |         |
| Молодих Шахтарів   | вул.   |               | Київський                               | Донецьк-Сіті, 5-й участок       |         |